# СКА-Фаворит

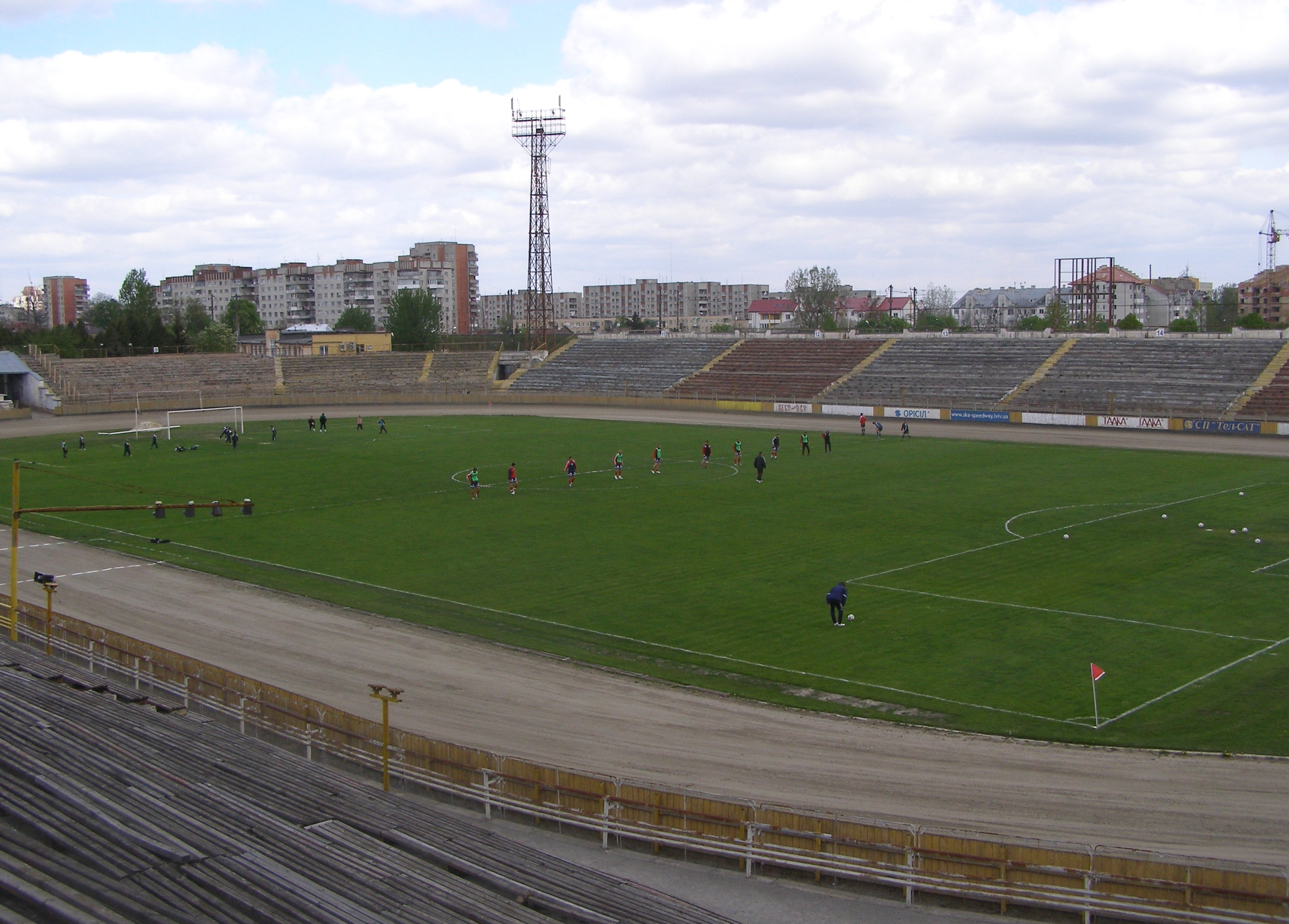
Стадіон СКА

«СКА-Фаворит» — український спідвейний клуб зі Львова. Учасник Української Ліги Спідвею (УЛС). Виступає на стадіоні СКА. До 2010 року називався «СКА-Спідвей».

## Історія
У 1960 році під керівництвом Володимира Бондарчука, старшого тренера СКА (Спортивного клубу армії), була створена команда, що до 1967 року кілька разів посідала призові місця в чемпіонатах СРСР:
- 1962 — срібний призер чемпіонату СРСР
- 1963 — чемпіон СРСР
- 1964 — бронзовий призер чемпіонату СРСР
- 1966 — срібний призер чемпіонату СРСР

У ті роки за команду СКА виступали Віталій Шило, Генадій Куриленко, Сергій Лятосинський, Анатолій Грузінцев, Константин Кришталь та інші. Після 1967 року спідвей у Львові на 20 років припинив своє існування.
Завдяки наполегливій праці віце-президента Федерації мотоспорту України Сергія Лятосінського та великій допомозі вболівальників у 1988 році відбулося відродження спідвею у Львові та була створена команда «СКА-СПІДВЕЙ». Вона успішно захищала честь Львова та України на національних та міжнародних змаганнях.
- 1988 — чемпіон СРСР у класі «Б»,
- 1989 — чемпіон СРСР у класі «А»,
- 1990 — срібний призер чемпіонату СРСР вища ліга.

У 1990 році відбувся фінал чемпіонату Світу серед юніорів.
Вихованець команди СКА Рене Аас став срібним призером чемпіонату світу.
- 1991- команда чемпіон СРСР (вища ліга). Ріф Саітгарєєв — чемпіон Європи.
- 1992 — команда чемпіон України, в складі якої чемпіон Європи та 7 чемпіонів України.
- 1992 — 2000 р. Попри матеріальні труднощі та стан стадіону львівські спортсмени виступали на змаганнях різного рангу (України, Європи та Світу.) В 2000 р. спортсмен команди Олександр Лятосінський став володарем «золотого шолому» відкритого чемпіонату Австралії .
- 2002 — команда чемпіон України. В її складі: чемпіон України в особистому заліку — О. Лятосінський; Володар кубку «Наша Україна» — О. Лятосінський; чемпіони України серед пар — І. Борисенко та О. Лятосінський, чемпіон України серед юніорів — С. Сенько, чемпіон України в класі 125 куб. см — С. Лятосінський мол.

2003 — ІІ-е місце в командному чемпіонаті України, О. Лятосінський — чемпіон України; С. Сенько — чемпіон України серед юніорів; І. Борисенко та С. Сенько — ІІІ-е місце у чемпіонаті України серед пар; С. Лятосінський мол. — чемпіон України в класі 125 см3.
2004 р.- III місце в командному чемпіонаті України. В. Гайдим та С.Сенько- II-е місце у чемпіонаті України серед пар. С. Сенько чемпіон України серед юніорів. Л. Войтик III-е місце у чемпіонаті України серед юніорів. І. Борисенко та С. Сенько VII місце у фіналі чемпіонату Європи серед пар. У 2004 р. стався небувалий прециндент: команда «СКА-СПІДВЕЙ» стартувала у Польський лізі та зайняла IV місце.
2005 рік — С. Сенько II місце в особистому чемпіонаті України . С.Сенько та І. Миронов чемпіони України серед пар. С. Сенько чемпіон України серед юніорів. С. Сенько та І. Борисенко — VII місце у чемпіонаті Європи серед пар.
2006 рік — Л. Войтик- III місце у чемпіонаті України серед юніорів. А. Карпов та С. Сенько- VI місце у чемпіонаті Європи серед пар.
2007 рік — С.Борисенко чемпіон України в класі 125 см3. 2008 рік — В. Дубінін та В. Бородай чемпіони України серед пар.
2009 рік — команда «СКА-Спідвей» — бронзовий призер УЛС (Української Ліги Спідвею).
2010 — команда змінила назву на «СКА-Фаворит».

## Склад команди
Дорослі:
- Володимир Дубінін
- Кирило Цуканов

Юніори
- Сергій Борисенко
- Едуард Петров
- Юрій Петров
- Тарас Федоренко

Легіонери:
- Пйотр Дим
- Марцін Єджеєвський
- Даниїл Іванов
- Яцек Ремпала